# Blachownia (stacja kolejowa)
Blachownia – stacja kolejowa istniejąca od 1903 r. w Blachowni, w województwie śląskim, w Polsce, zbudowana wraz z linią kolejową Częstochowa-Herby Ruskie.

## Ruch pasażerski
| Rok  | Wymiana pasażerska na dobę |
| ---- | -------------------------- |
| 2017 | 0-9                        |
| 2022 | 20-49                      |

## Historia
Początkowo, w latach 1903-1911 była to linia wąskotorowa 1067 mm, w latach 1911-1915 szerokotorowa 1524 mm, w czasie I wojny światowej została przez Niemców przebudowana na normalnotorową 1435 mm.
Stacja Blachownia znajduje się na terenie dzielnicy Ostrowy i przed likwidacją położonej na odgałęzieniu stacji końcowej Blachownia nosiła nazwę Ostrowy, a w latach 1941-1945 nazwę Blachstädt. Od tej stacji do zlikwidowanej stacji Blachownia prowadziło jednotorowe odgałęzienie, wykorzystywane jeszcze w latach 80. XX wieku do transportu towarowego do Huty Blachownia, ostatecznie zlikwidowane w 2003 r.

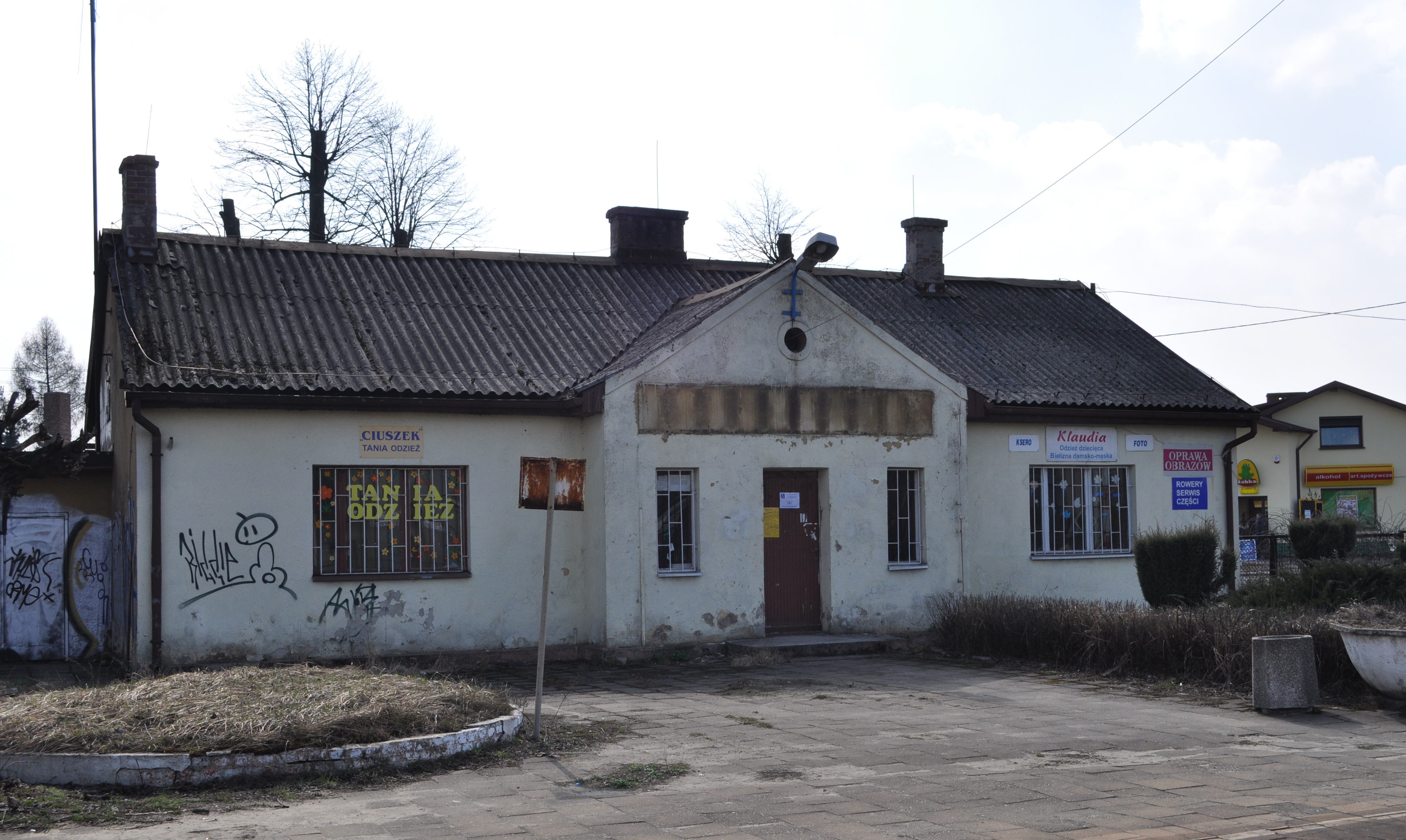
Budynek dworca przed rozbiórką (zdjęcie z 3 kwietnia 2011).

W 2015 PKP przeznaczyło budynek dworca do rozbiórki z powodu bycia zbędnym dla prowadzonej działalności.